# Краснов, Владимир Никифорович
Владимир Никифорович Краснов — советский снайпер 189-й стрелковой дивизии 42-й армии Ленинградского фронта в годы Великой Отечественной войны, кавалер Ордена Ленина. На счету Владимира около 200 подтверждённых уничтоженных солдат и офицеров противника. Краснов погиб в боях за Синявинские высоты в октябре 1943 года.

## Биография
Владимир Никифорович Краснов родился в деревне Линяково Белозерского уезда Новгородской губернии в 1915 году. Жили бедно, так как мать, Анна Тимофеевна, одна воспитывала детей, отец Владимира погиб в Первой мировой. После окончания начальной школы Владимир ушёл на заработки, сначала пас коров, потом работал на лесозаготовках. Краснов был одним из лучших лесорубов и участником Стахановского движения, приносил домой премии и подарки. Известно, что Владимир Краснов полностью прошёл Советско-финскую войну 1939—1940 годов, после чего снова вернулся домой, работал сплавщиком леса и в колхозе.
Согласно наградному листу, снайперский счёт Владимир Краснов, первым в своём батальоне, открыл 26 ноября 1941 года, и до 22 января 1942 года уничтожил 77 солдат и офицеров противника. За этот же период времени Владимир подготовил 13 снайперов-истребителей, уничтоживших более 270 врагов. В январе 1942 года Владимир принимал участие в слёте снайперов, где получил именную снайперскую винтовку, а 22 февраля помощник командира взвода сержант Краснов был удостоен ордена Ленина и награждён именными часами. После этого Владимира отправили на курсы среднего командного состава.
Командир взвода автоматчиков 891-го стрелкового Рижского полка 189-й стрелковой дивизии, младший лейтенант Владимир Краснов погиб в бою 7 октября 1943 года при прорыве обороны в районе Синявино и был похоронен в сквере у Дома Советов в центре Ленинграда. На снайперском счету Владимира Краснова было около 200 подтверждённых уничтоженных солдат и офицеров противника.

## Комментарии
1. ↑  Ныне в составе Шольского сельского поселения Белозерского района Вологодской области.